# Аленка Кејжар
Аленка Кејжар (словен. Alenka Kejžar; Крањ СФРЈ сада Словенија, 15. фебруар 1979) је бивша словеначка пливачица, специјалиста за прсни и мешовити стил. Била је чланица ПК Радовљица из Радовљице. Била је висока 177 цм, а тешка 64 кг.
Њени тренери су били Цирил Глобочник и Стив Колинс. Пливачку каријеру је почела 1987, а завршила 2004. Учествовала је три пута узастопно на Летњим олимпијским играма, почев од 1996. у Атланти, када је имала само 17 година. Освајала је медаље на светским и европским првенствима.
По завршетку каријере Аленка Кејжар је радила као учитељ пливања на Међународној школи Тајланда у Бангкоку од 2005. Њена сестра Наташа Кејжар је такође била олимпијска пливачица.